# Куртет
Куртет (фр. Courtète) насеље је и општина у јужној Француској у региону Лангдок-Русијон, у департману Од која припада префектури Лиму.
По подацима из 2011. године у општини је живело 44 становника, а густина насељености је износила 8,04 становника/km². Општина се простире на површини од 5,47 km². Налази се на средњој надморској висини од 260 метара (максималној 390 m, а минималној 245 m).

## Демографија
| 1962. | 1968. | 1975. | 1982. | 1990. | 1999. | 2011. |
| ----- | ----- | ----- | ----- | ----- | ----- | ----- |
| 47    | 62    | 51    | 60    | 61    | 56    | 44    |

График промене броја становника у току последњих година